# Francisco I. Madero
Francisco Ignacio Madero González (Parras, 30 oktober 1873 – Mexico-Stad, 22 februari 1913) was een liberaal Mexicaans politicus en zakenman. Hij was president van Mexico van 1911 tot 1913. Madero slaagde erin de dictator Porfirio Díaz omver te werpen, waarmee hij de Mexicaanse Revolutie in gang zette.

## Vroege jaren
Hij werd geboren in Parras in de staat Coahuila als zoon van ouders van Portugese afkomst. Madero kwam uit een aanzienlijke familie die verschillende landgoederen, mijnen en banken in het noorden van Mexico bezat. Madero volgde een opleiding aan de universiteiten van Baltimore, Versailles en Berkeley.
Bij zijn studie in Frankrijk raakte hij onder de indruk van het spiritisme. Dit had een grote invloed op zijn leven en hij werd spiritist. Bij zijn terugkeer in Mexico richtte hij zich op het zakendoen en liefdadigheid. In 1903 huwde hij Sara Pérez. Rond die tijd begon hij naar eigen zeggen voor het eerst boodschappen door te krijgen van geesten, waaronder die van zijn jonggestorven broer Raúl, ene José en Ignatius van Loyola. Deze geesten zouden hem hebben aangeraden de politiek in te gaan en zich te verzetten tegen dictator Porfirio Díaz.
In 1904 richtte hij de "Kiesclub Benito Juárez" op stelde hij zich kandidaat voor het burgemeesterschap van San Pedro de las Colonias maar hij verloor de verkiezingen. Een jaar later sloot hij zich aan bij de campagne van Frumencio Fuentes voor de gouverneursverkiezingen van Coahuila, die werden gewonnen door de 'officiële' kandidaat Miguel Cárdenas. Madero beklaagde over verkiezingsfraude, en zijn afkeer tegen het regime van Díaz werd hierdoor versterkt. Opnieuw meende Madero boodschappen van geesten door te krijgen, van Raúl, José en uiteindelijk Benito Juárez. Madero besloot zijn wijnverzameling leeg te gieten, werd vegetariër en begon, zoals José hem had opgedragen, met het schrijven van een boek. Hij voltooide zijn boek, De presidentiële opvolging van 1910 in 1908. In zijn boek stelde hij het bewind van Díaz aan de kaak. Volgens Madero stond de concentratie van macht bij een persoon de sociale, economische en politieke vooruitgang van Mexico in de weg. Daar Díaz in een interview met James Creelman twee jaar eerder te kennen had gegeven zich niet herkiesbaar te stellen voor het presidentschap in 1910 poneerde Madero zijn eigen kandidatuur en richtte hij de Nationale Antiherverkiezingspartij (PNA) op. De PNA gebruikte als verkiezingsleus Sufragio efectivo, no reelección (effectief stemrecht, geen herverkiezing), ironisch genoeg dezelfde leus die Díaz bij zijn machtsovername in 1876 gebruikte.
Díaz hield zich niet aan zijn belofte en stelde zich toch kandidaat voor de presidentsverkiezingen. De PNA benoemde op een conventie Madero tot presidentskandidaat van de partij en Francisco Vázquez Gómez werd de kandidaat voor vicepresident. Madero werd al snel het centrum van de politieke oppositie tegen Díaz, wat versterkt werd toen generaal Bernardo Reyes, die ook zijn kandidatuur had aangekondigd, een post in Europa accepteerde waardoor hij niet kon deelnemen aan de presidentverkiezing. Tegen het advies van zijn medewerkers in benoemde Díaz de impopulaire Ramón Corral tot zijn kandidaat voor het vicepresidentschap, waardoor de oppositie tegen Díaz alleen nog maar toenam. Madero maakte een tournee door het land, waarbij hij alle grote steden aandeed en vaak meer dan tienduizend personen op de been bracht om zijn toespraken aan te horen. In Orizaba, waar enkele jaren eerder een staking bloedig uiteen was geslagen, beloofde hij dat hij de rechten van arbeiders zou erkennen. Begin juni werd Madero in Monterrey gearresteerd voor een misdaad die hij niet begaan had en in San Luis Potosí gevangengezet, waarmee zijn populariteit alleen maar groter werd. Een maand later vonden de verkiezingen plaats die Díaz volgens de officiële uitslag met een overweldigende meerderheid won. Klachten door de oppositie over verkiezingsfraude werden door het gerechtshof verworpen.

## Revolutie

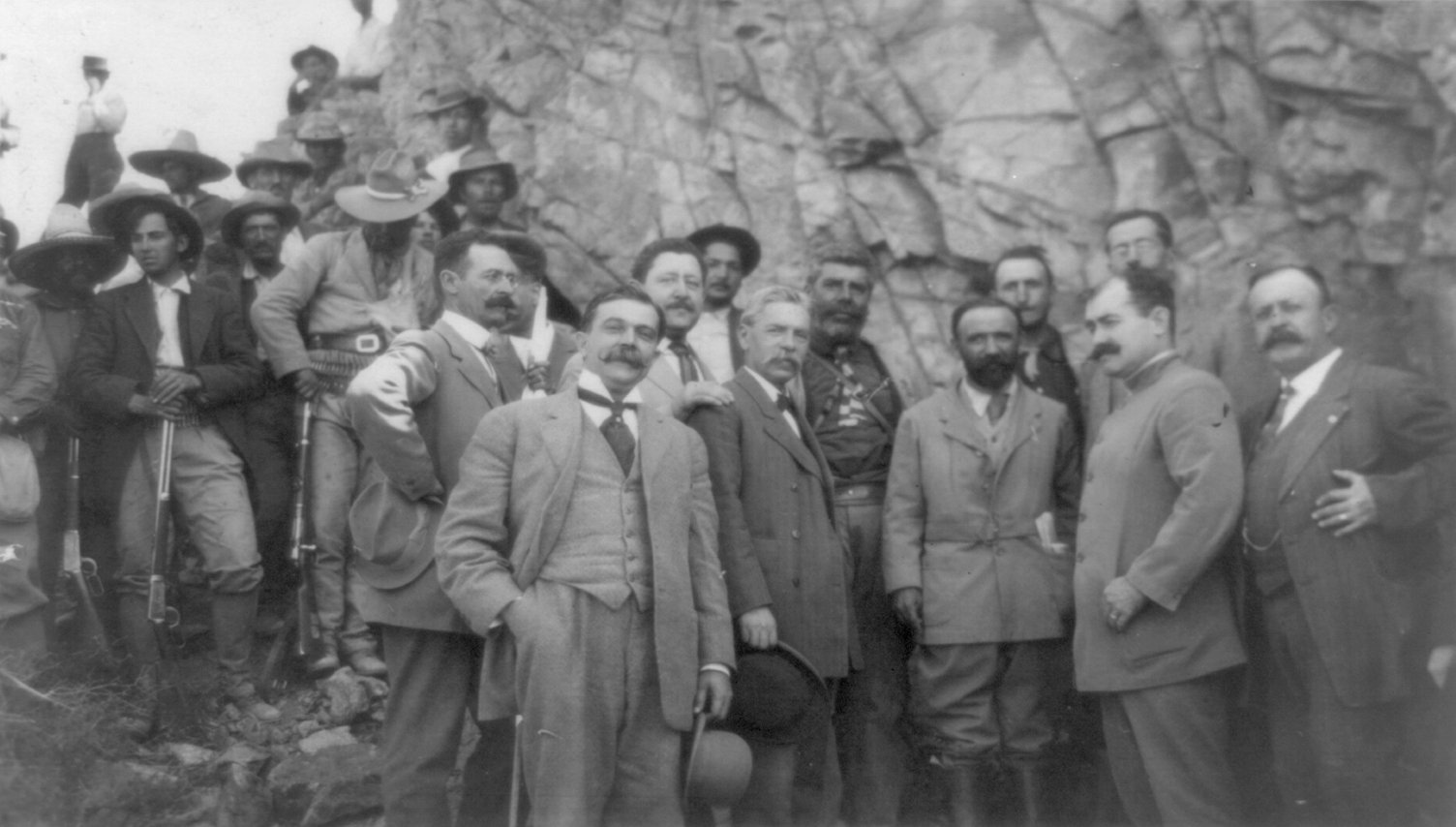
Madero en de andere revolutionaire leiders
(24 april 1911)

Na de verkiezingen werd Madero vrijgelaten maar hij werd verplicht in San Luis Potosí te blijven. Aldaar stelde hij zijn Plan van San Luis Potosí op, waarin het omverwerpen van Díaz en Corral, een einde aan het autoritaire systeem, een terugkeer naar de democratie en respect voor de scheiding der machten bepleitte. Hij slaagde erin naar de Verenigde Staten te vluchten en vanuit San Antonio (Texas) zijn plan de publiceren. Madero riep op de opstand te beginnen op 20 november. Madero verzamelde wapens en trok op die dag de grens over. In plaats van de hem beloofde honderd man wachtten slechts enkele tientallen opstandelingen hem op. Het legertje werd snel verslagen en Madero vluchtte de Verenigde Staten weer in. Ook Aquiles Serdán, die gehoor aan Madero’s oproep had gegeven en in Puebla een opstand voorbereidde had geen succes. Hij werd betrapt en in een vuurgevecht gedood.
Enkele andere lokale opstanden hadden echter meer succes. Er bestond al jarenlang onvrede met de regering van Díaz en Madero’s plan vormde voor talloze tegenstanders van de regering de aanleiding een poging te doen de Porfiriaanse dictatuur omver te werpen. Vooral Pascual Orozco en Pancho Villa in het noorden en Emiliano Zapata in Morelos wisten snelle successen te boeken. De opstand verspreidde zich naar achttien van de achtentwintig staten. In februari 1911 trok Madero Mexico weer binnen. Díaz beloofde in april politieke hervormingen, ontsloeg enkele ministers en stelde voor landhervormingen door te voeren. De revolutionairen wensten echter niet meer te onderhandelen en zwoeren door te vechten tot Díaz en Corral zouden aftreden. Op 8 mei stelde Madero desalniettemin een wapenstilstand voor, hopend op een bloedeloze machtsovername. Orozco en Villa besloten zich hier echter niet aan te houden. Een dag later wonnen zij de Slag om Ciudad Juárez. Díaz zag in dat zijn positie onhoudbaar was. Hij stuurde een gezantschap naar Ciudad Juárez om de machtsovername te bekrachtigen en nam de vlucht naar Frankrijk.
Madero maakte een tour door Mexico waar hij in elke stad triomfantelijk werd ontvangen. Hij wilde echter niet president worden zolang hij niet gekozen werd. Voorlopig werd minister van buitenlandse zaken Francisco León de la Barra tot president benoemd en Abraham González tot vicepresident. Madero ontbond het revolutionaire leger, en legde de landsverdediging weer in handen van het Porfiriaanse Federale Leger. Hoewel Madero dit alles deed om de legitimiteit en het democratische gehalte van zijn regering te bevorderen, bracht dit in werkelijkheid zijn positie vooral schade toe. Veel revolutionairen voelde zich in de steek gelaten en de conservatieve De la Barra probeerde zo veel mogelijk Porfiriaans beleid voort te zetten en elk vernieuwingsstreven te frustreren. De la Barra stuurde generaal Victoriano Huerta, een bekende ‘’hardliner’’ naar Morelos om Zapata’s bevrijdingsleger te ontwapenen. Madero vond dat hij, nog niet president zijnde, niet de bevoegdheid had Huerta terug te roepen. Zapata verklaarde vervolgens dat Madero de revolutie had verraden en hervatte zijn strijd voor landverdeling. In de aanloop naar de presidentsverkiezingen besloot Madero Vázquez Gómez als kandidaat-vicepresident te vervangen door José María Pino Suárez, een liberale jurist die na de revolutie gouverneur van Yucatán (staat) was geworden. De PNA besloot Madero’s keuze voor Pino Suárez niet te steunen, waardoor Madero een nieuwe partij oprichtte, de Vooruitstrevende Constitutionalistische Partij (PCP). Een derde partij, de Nationale Katholieke Partij (PCN), steunde de kandidatuur De la Barra als vicepresident. Alle drie de partijen steunden de presidentskandidatuur van Madero. Daar Bernardo Reyes, die zich ook presidentskandidaat had gesteld, zich wederom uit de race terugtrok werd Madero met 98% van de stemmen gekozen. Pino Suárez won met een veel kleinere marge het vicepresidentschap. Op 6 november 1911 werd Madero ingehuldigd als president. Hij nam in zijn kabinet politici op van de PNA, de PCP en PCN.

## Presidentiële termijn
Madero was een progressief president, en zorgde ervoor dat veel liberale vrijheden (her)ingevoerd werden. Hij liet politieke gevangenen vrij, schafte de doodstraf af voor gewone misdrijven, herstelde de gemeentelijke autonomie en zorgde ervoor dat verkiezingen eerlijk verliepen. Ook hief hij de meeste wetten en decreten op die de persvrijheid beknotten, waardoor Mexico voor het eerst in decennia weer een vrije pers kende. Tijdens Madero’s regering werden verschillende kranten en periodieken opgericht. Veel daarvan waren weinig lovend over zijn bestuur, maar hij besloot ze te tolereren. Samen met de periode van de Herstelde Republiek (1867-1876) geldt Madero’s termijn dan ook als de meest democratische periode uit de geschiedenis van Mexico. Veel leden van het Congres van de Unie waren desalniettemin politici die bij de verkiezingen van 1910 door Díaz persoonlijk waren geselecteerd. Dit was een van de redenen dat er onder zijn bestuur weinig sociale en economische hervormingen plaatsvonden. Vakbonden werden getolereerd, maar de positie van boeren en arbeiders verbeterde nauwelijks, en van de beloofde landhervormingen kwam niets terecht. Zapata zette zijn revolutie in Morelos voort, hoewel de strijd op een lager pitje kwam te staan toen Madero Huerta terugriep en verving door Felipe Ángeles.

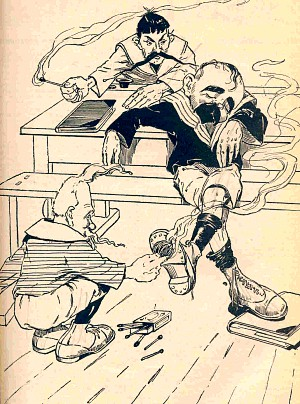
Reyes en Zapata leggen Madero het vuur aan de schenen
(1911), spotprent uit El Ahuizote

Madero lag voortdurend onder vuur en kon zijn positie nooit echt consolideren. Conservatieven vonden hem te radicaal en vreesden dat hij Mexico in chaos zou stortten, terwijl hij voor de revolutionairen juist te gematigd was en zijn beloftes niet was nagekomen. Als eerste kwam Bernardo Reyes in opstand. In december 1911 trok hij met een legertje Mexico binnen in de hoop de Porfiristen aan zijn zijde te krijgen. Voor conservatieven was hij echter niet geloofwaardig meer, nadat hij al meerdere keren opstanden en verkiezingsdeelnames had aangekondigd maar zich telkens had teruggetrokken. Elf dagen na het begin van zijn opstand gaf Reyes zich in Linares over en werd in Mexico-Stad gevangengezet. De volgende die in opstand kwam was Pascual Orozco in Chihuahua (staat). In maart 1912 publiceerde deze het Plan van La Empacadora, waarin hij Madero een verrader van de revolutie noemde en voor de rest grotendeels het Plan van San Luis Potosí in werd overgenomen. Orozco wist al snel een aantal militaire successen te boeken. Meerdere tegenstanders van Madero sloten zich bij de Orozquisten aan, waaronder Francisco Vázquez Gómez, de gepasseerde vicepresident, diens broer Emilio Vázquez Gómez, die nog een tijdje Madero's minister van binnenlandse zaken was geweest, en Luis Terrazas, de rijkste grootgrondbezitter van Mexico. Madero stuurde Huerta naar het noorden om Orozco te verslaan, waar deze na de Tweede slag bij Rellano in slaagde. Orozco ontvluchtte het land. De derde opstand brak uit in oktober 1912 en werd geleid door Félix Díaz, een neef van Porfirio Díaz. Díaz nam de wapenen op vanuit de staat Veracruz om de dictatuur van zijn oom te herstellen. Ook Díaz werd echter verslagen. Hij werd gearresteerd en tot een gevangenisstraf veroordeeld.
Hoewel Madero deze drie opstanden zonder al te veel problemen overleefde, en de economie zich onder zijn bewind herstelde was zijn positie wankel. Hij lag voortdurend onder vuur van zijn tegenstanders, en hij werd ervan beschuldigd de stabiliteit van het land in gevaar te hebben gebracht. De meeste Europese mogendheden waren bang dat een instabiel Mexico hun oliebelangen in gevaar zou brengen, en zagen Madero liever gaan dan komen. Madero wilde echter niet hard ingrijpen tegen zijn tegenstanders omdat hij poogde de democratie en de scheiding der machten zo veel mogelijk te respecteren.

## Dood
Vanuit de gevangenis wisten Díaz en Reyes contact te maken met een aantal contrarevolutionaire officieren. Op 9 februari 1913 werden zij uit de gevangenis bevrijd en marcheerden op naar het Nationaal Paleis. Bij de gevechten kwam Reyes om het leven en de opstandelingen slaagden er niet in het Paleis in te nemen. Madero wilde Felipe Ángeles als hoofd van de regeringstroepen benoemen om de opstand in de hoofdstad neer te slaan, maar de generale staf overtuigde hem Huerta aan te wijzen. Vervolgens verschansten zowel de regeringstroepen als de rebellen zich en was Mexico-Stad tien dagen lang het toneel van zware gevechten. Het bleek echter dat Huerta opzettelijk niet poogde te winnen. Met de Amerikaanse ambassadeur Henry Lane Wilson en Díaz smeedde hij een complot: nadat de meeste Maderogetrouwe troepen gesneuveld waren drong Huerta het paleis binnen en nam Madero, Pino Suárez en Ángeles gevangen. Madero's broer Gustavo A. Madero en kwartiermeester Adolfo Bassó werden door Huerta's troepen gelyncht. Madero en Pino Suárez werden tot aftreden gedwongen, zodat volgens de grondwet minister van buitenlandse zaken Pedro Lascuráin president werd. Deze benoemde Huerta tot minister en trad zelf af, zodat Huerta nu president werd. Deze machtsovername werd door een rompparlement, dat hoopte het leven van Madero en Pino Suárez te sparen, bekrachtigd zodat Huerta's staatsgreep op papier legitiem was.
Ángeles wist te ontsnappen, maar Madero en Pino Suárez werden vastgehouden. Vier dagen na hun omverwerping werden ze uit de gevangenis gebracht en zouden zij het land uit gezet worden. Madero werd echter buiten de gevangenis in de nek geschoten en Pino Suárez tegen de gevangenismuur gezet en zo gefusilleerd. Beiden waren op slag dood. De precieze omstandigheden rond deze dubbele moord zijn nooit opgehelderd, maar algemeen wordt aangenomen dat Huerta en Wilson er minstens medeverantwoordelijk voor waren. Binnen enkele weken na de moord op Madero kwamen in het hele land politici en militairen in opstand tegen Huerta. De revolutie ontaardde zo in een bloedige burgeroorlog - precies datgene waar Madero's tegenstanders voor gevreesd hadden.

## Nalatenschap

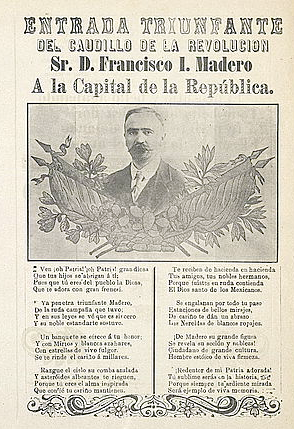
Bladmuziek van een corrido over Madero's intocht in Mexico-Stad

Hoewel Madero in zijn eigen tijd voortdurend onder vuur lag wordt hij tegenwoordig positiever beoordeeld. Madero wordt beschouwd als een martelaar voor de democratie en heeft de bijnaam El apóstol de la democracia (de apostel van de democratie) gekregen. Madero's regering is een van de weinige periodes in de Mexicaanse geschiedenis dat het land een werkelijke liberale democratie was. De revolutionairen die Huerta's regering bestreden werden onder andere gedreven door een drang wraak te nemen op de verrader en uit schuldgevoel Madero's dood niet voorkomen te hebben. De revolutionaire regering die na het omverwerpen van Huerta aan de macht kwam beschouwde zich als de erfgenaam van Madero, hoewel het postrevolutionaire Mexico in werkelijkheid al snel minder democratisch werd. De Mexicaanse historicus Enrique Krauze wijst op de ironie van het feit dat Madero door zijn diepe respect voor de democratie juist zijn eigen val heeft veroorzaakt. Door Díaz en Reyes niet ter dood te veroordelen, door Huerta niet uit zijn post te ontheffen en door geen maatregelen te nemen tegen de voortdurende kritiek op zijn regering ondergroef hij zijn eigen positie.
De Amerikaanse historicus John Womack zag Madero echter als een meer berekenend politicus en meende dat Madero juist poogde een revolutie te voorkomen: door het Mexicaanse politieke systeem te democratiseren hoopte Madero dat de armen het beter zouden krijgen en minder ontevreden zouden worden, vrezend dat Mexico anders een socialistische revolutie te wachten stond. Door het omverwerpen van Díaz creëerde Madero een politiek klimaat dat nou juist precies dat wel veroorzaakte.
Porfirio Díaz had bij Madero's aftreden gezegd dat Madero een tijger had losgelaten die hij niet meer in bedwang kon houden. Hoewel Madero wel de rechten van arbeiders wilde respecteren en enige sociale hervormingen beloofde was zijn revolutie voor alles een politieke revolutie. De meeste revolutionairen die hem steunden waren veel eerder gemotiveerd door lokale grieven, en hoopten op een sociale revolutie. Zo werd de Mexicaanse Revolutie, die was uitgebroken als een strijd voor effectief stemrecht, al snel een strijd voor land en vrijheid. In ieder geval zijn de meeste historici het erover eens dat Madero's regering en vooral zijn tragische dood een diepe indruk hebben achtergelaten op Mexico.

## Trivia
Madero was het eerste staatshoofd ter wereld dat in een vliegtuig heeft gevlogen. Dat gebeurde in Mexico-Stad op 30 november 1911.